# Ælfheah I.
Ælfheah I. (auch Alphege; † 951) war Bischof von Winchester. Vor seiner Weihe zum Bischof im Jahre 934 war er Mönch oder Eremit, an welchem Ort, ist nicht bekannt. Ælfheah war ein Verwandter von Dunstan. Im 10. Jahrhundert trieb er besonders die Erneuerung des klösterlichen Lebens an.
Er wird als Heiliger verehrt, sein Gedenktag ist der 12. März.